# Ippalo
Ìppalo (in greco antico: Ἵππαλος?, Híppalos; II secolo a.C.) è stato un navigatore e mercante greco antico.

Ippalo è ritenuto dal Periplo del Mar Rosso il primo navigatore ad aver trovato la rotta in grado di raggiungere l'India attraverso l'Oceano Indiano

È probabile che Ippalo sia stato il comandante della nave di Eudosso di Cizico durante i suoi viaggi.
Lo scrittore del Periplo del Mar Rosso attribuisce ad Ippalo la scoperta di una rotta diretta che unisce il Mar Rosso all'India attraverso l'Oceano Indiano, tracciando una cartina dell'oceano e posizionando correttamente i porti commerciali lungo la costa indiana. Plinio il Vecchio sostiene invece che Ippalo non fu lo scopritore della rotta ma del monsone, anche chiamato Hippalus, che spira da sud-ovest. Vari storici hanno provato a conciliare le due affermazioni sostenendo che per conoscere i monsoni fosse necessario conoscere la rotta verso l'India, ma lo storico André Tchernia spiega come la connessione tra Ippalo e il monsone fosse basata su un detto comune: in età ellenica il vero nome del vento non era Hippalus, che verrà usato più tardi dai Romani, ma Hypalus. Questo vento era quindi conosciuto già prima di Ippalo ed era utilizzato anche dalle popolazioni semitiche del sud Arabia e dai navigatori indiani che solcavano l'Oceano Indiano. 
Per comprendere appieno l'importanza della scoperta di Ippalo è necessario che prima di lui i geografi greci pensavano che le coste indiane andavano da ovest ad est. Ippalo fu forse il primo a riconoscere nelle coste occidentali dell'India un andamento da nord verso sud.
L'utilizzo della rotta di Ippalo contribuì notevolmente al prosperare dei commerci tra la provincia romana d'Egitto e l'India a partire dal I secolo a.C. Da porti sul Mar Rosso, come quello di Berenice, salpavano grosse imbarcazioni che giungevano da re dei Tamil di Pandya, di Chola e di Chera (gli attuali Kerala e Tamil Nadu).
In tempi moderni gli è stato dedicato il cratere Hippalus sulla superficie della Luna. Ippalo assume il ruolo di protagonista nel romanzo The Golden Wind di L. Sprague de Camp.